# Imperfet d'indicatiu
L'imperfet d'indicatiu o pretèrit imperfet d'indicatiu és un temps verbal que prové del llatí que s'ha preservat en totes les llengües romàniques i presenta una gran estabilitat a través de la història. El terme "imperfet" prové del llatí "imperfectus" que vindria a significar "inacabat" o "incomplet". L'imperfet és un temps simple del mode indicatiu. Descriu una acció o estat en el passat, sense indicar si està completada o no.

## Formació de l'imperfet d'indicatiu en català
Per a formar l'imperfet cal utilitzar el radical del verb al qual se li afegeix les variants següents segons la persona (primera o segona, del plural o del singular). En català no és necessari, contràriament a altres llengües llatines, utilitzar els pronoms personals. La conjugació dels verbs mateixos permet detectar de qui parlem.

### Verbs de la primera conjugació
Els verbs de la primera conjugació són aquells que acaben en "ar".
(menjar)
- Jo menjava
- Tu menjaves
- Ella o ell menjava
- Nosaltres menjàvem
- Vosaltres menjàveu
- Ells o elles menjaven

### Verbs de la segona i tercera conjugació
Els verbs de la segona conjugació acaben per "-er" i els de la tercera conjugació per "ir". Per tal de pronunciar correctament els diftongs els verbs del tercer grup poden substituir l'accent per una dièresi (ex.: conduïa).
(resistir)
- Jo resistia
- Tu resisties
- Ell o ella resistia
- Nosaltres resistíem
- Vosaltres resistíeu
- Elles o ells resistien

(entendre)
- Jo entenia
- Tu entenies
- Ell o ella entenia
- Nosaltres enteníem
- Vosaltres enteníeu
- Elles o ells entenien

### Verb dur
Encara que els verbs en català acabin o bé amb "-ar", "-er" o "re" i "ir", el verb dur constitueix una excepció i el col·loquem en el tercer grup. Com a tal es conjuga com els verbs del tercer grup. Tanmateix, és un verb irregular i no segueix exactament la norma general.
- Jo duia
- Tu duies
- Ell duia
- Nosaltres duiem
- Vosaltres duieu
- Elles duien

### Verb dir
D'igual manera que el verb dur, el verb dir també constitueix una excepció. Sent irregular, tampoc segueix les normes generals.
- Jo deia
- Tu deies
- Ella o ell deia
- Nosaltres deiem
- Vosaltres deieu
- Ells o elles deien

### Verbs auxiliars
Els verbs "ésser", "estar" i "haver" poden prendre forma d'auxiliars. Són irregulars i s'utilitzen per a la construcció de les formes compostes.
(verb ésser)
- Jo era
- Tu eres
- Ell o Ella era
- Nosaltres érem
- Vosaltres éreu
- Ells o Elles eren

(verb estar)
- Jo estava
- Tu estaves
- Ell o Ella estava
- Nosaltres estàvem
- Vosaltres estàveu
- Elles o Ells estaven

(verb haver)
- Jo havia
- Tu havies
- Ell o Ella havia
- Nosaltres havíem
- Vosaltres havíeu
- Elles o Ells havien

## Formació de l'imperfet d'indicatiu en llatí[2]
L'imperfet d'indicatiu és un temps que les llengües romàniques han heretat del llatí. Es poden trobar moltes coincidències amb tots els idiomes llatins, començant per l'estructura mateixa de la gramàtica, malgrat certes variables importants. La conjugació dels verbs en llatí s'envolta de dues oposicions, el present (infectum) i el perfet (perfectum). El sistema verbal llatí s'organitza doncs en tres conjugacions:
- Infectum
  - radical del present
- Perfectum
  - radical del perfet
  - radical de supí

En un diccionari el verb pot escriure's de cinc maneres diferents que permeten deduir totes les altres formes conjugades, a partir dels tres radicals ja mencionats:
- primera persona del singular del present de l'indicatiu
- segona persona del singular del present de l'indicatiu
- infinitiu present
- primera persona del singular del perfet de l'indicatiu
- supí

Existeixen 5 o 4 conjugacions que varien segons la vocal final del verb a l'infinitiu: a, e, u, i. També es conjuga a partir de "dues veus", l'activa i la passiva:
- Veu activa / Veu passiva 
  - Indicatiu / indicatiu
    - present / present
    - imperfet / imperfet
    - futur simple / futur
    - perfet / perfet
    - plusquanperfet /plusquanperfet
    - futur anterior / futur anterior

  - Subjunctiu / Subjunctiu
    - present / present
    - imperfet / imperfet
    - plusquanperfet / plusquanperfet

  - imperatiu / imperatiu
    - present / present
    - futur / futur

  - infinitiu / participi
    - present / perfet
    - perfet / adjectiu verbal
    - futur

  - gerundi
  - supí

Si bé a les llengües llatines no s'acostuma a fer la diferència entre veu activa i passiva, totes han heretat aquest principi. També han heretat la classificacions dels verbs en conjugacions, si bé el llatí és força més diferent. El fet d'utilitzar una base a la qual s'afegeix sufixos fa que es parli de verbs "flexibles" atès que, per exemple, en l'anglès aquesta flexibilitat pràcticament no existeix. És a dir, el mateix infinitiu dona les conjugacions per les altres formes, mentre que en català, per exemple, l'infinitiu només dona la base a partir de la qual es procedeix a la conjugació.
L'imperfet en llengua llatina és força semblant al portuguès, gallec, espanyol, romanès i fins i tot italià:
- 1a p. sg. amabam
- 1a p. sg

Tot conjugant els verbs en llatí hom pot adonar-se que algunes llengües romàniques han heretat el principi que no és necessari indicar el pronom personal, mentre que d'altres, com el francès, sí que el necessiten.

## Formació de l'imperfet d'indicatiu en altres idiomes llatins

### En castellà
L'espanyol segueix els mateixos principis que les altres llengües romàniques. Té tres grups de conjugacions (ar, er, ir) i presenta les variacions següents. De la mateixa manera que en català o portuguès, el castellà no necessita utilitzar obligatòriament els pronoms personals.
(primer grup, verb "andar", és a dir, "caminar")
- Yo andaba
- Tú andabas
- Él o ella andaba
- Nosotros andábamos
- Vosotros andabais
- Ellos o ellas andaban

(segon i tercer grups, verbs conèixer i conduir, és a dir, "conocer" i conducir")
- Yo conocía / Yo conocía
- Tú conocías / Tú conocías
- Él o ella conocían / Ella conocía
- Nosotros conocíamos / Nosotros conocíamos
- Vosotros conocías / Vosotros conocías
- Ellos o ellas conocían / Ellos conocían

### En francès
El francès també té tres conjugacions tot i que presenten variacions importants en comparació al català, portuguès, castellà o gallec. Els verbs de la primera conjugació terminen en "-er", llevat del verb "aller" (anar) que tot i acabar per "er" es classifica i conjuga com a verb del tercer grup. Podria comparar-se a l'excepcionalitat dels verbs en català "dur" i "dir". Els verbs de la segona conjugació acaben en "ir". Els de la tercera conjugació per "oir", "re" o "ir". Així "ir" pot identificar-se a la segona o tercera conjugació. Per tal de saber si hem de conjugar-los en l'una o altra, es procedeix a la conjugació del verb en el present de l'indicatiu. SI el verb concernit acaba en "issons" en la primera persona del plural, llavors és un verb de la segona conjugació. Altrament, és de la tercera conjugació. Per exemple, el verb "finir" (acabar) seria de la segona, mentre que "courrir" (córrer) és de la tercera. Tot i aquesta varietat els verbs es conjuguen de la mateixa manera per a les tres conjugacions en l'imperfet de l'indicatiu. D'altra banda, contràriament al català, el francès sí necessita especificar el pronom personal perquè les lletres finals són mudes i no es pot distingir la persona a l'oral.
(primera conjugació: chanter, és a dir, cantar)
- Je chantais
- Tu chantais
- Il o Elle chantait
- Nous chantions
- Vous chantiez
- Ils o Elles chantaient

### En occità
L'occità també posseeix tres conjugacions, iguals que el català o castellà: les paraules en -ar (1a conjugació), les en -er o -re (2a conjugació) i les de la tercera, -ir. L'imperfach (o imperfet en català) varia força en comparació al gallec, castellà o portuguès. No obstant, com en gallec tampoc és necessari indicar els pronoms febles.
(primera conjugació: cantar)
- Ieu cantavi
- Tu cantavas
- El cantava
- Nosautres cantàvem
- Vosautres cantàvetz
- Eles cantavan

(segona i tercera conjugació: saupre i venir, és a dir, saber i venir)
- Ieu sabái / Ieu venái
- Tu sabás / Tu venás
- El sabá / El vená
- Nosautres sabiam / Nosautres veniam
- Vosautres sabiatz / Vosautres veniatz
- Eles sabián / Eles venián

### En portuguès
En portuguès l'imperfet d'indicatiu (pretérito imperfeito do indicativo) s'apropa força al castellà i català. Els verbs en portuguès es componen de tres conjugacions. La primera són aquells verbs que terminen per "-ar", els de la segona per "-er" i la tercera per "ir". El verb "por" (posar) prové de la derivació del verb en castellà "poner" (posar). És l'únic verb d'excepció al mateix nivell que ho són el verb "aller" en francès" o dur i dir en català. En portuguès tampoc és necessari precisar els pronoms personals tot i que el pronom "eu" (jo) s'utilitza força més que no pas en castellà.
(primera conjugació: cantar, és a dir, cantar)
- Eu cantava
- Tu cantavas
- Ele o Ela cantava
- Nós cantávamos
- Vós cantáveis
- Eles o Elas cantavam

(segona i tercera conjugació: escrever i ouvir, és a dir, escriure i escoltar)
- Eu escrevia / Eu ouvia
- Tu escrevias / Tu ouvias
- Ela o Ele escrevia / Ele ouvia
- Nós escreviamos / Nós ouviamos
- Vós escrevieis / Vós ouvieis
- Elas o Eles escreviam / Elas ouviam

### En gallec
Com en català el gallec té tres conjugacions (-ar, er, ir) que es conjuguen igual en les terceres i segona conjugació. Tampoc és necessari indicar els pronoms personals perquè les conjugacions mateixes ens diuen a qui ens adrecem. S'anomena "copretérito de indicativo" (copretèrit de l'indicatiu) en lloc d'imperfet de l'indicatiu.
(primera conjugació: andar, és a dir, caminar)
- Eu andaba
- Ti andabas
- El o Ela andaba
- Nos andabamos
- Vos andabades
- Eles o Elas andaban

(segona i tercera conjugació: varrer i partir, és a dir, escombrar i partir)
- Eu varría / Eu partía
- Ti varrías / Ti partías
- Ela varría / Ela partía
- Nos varriamos / Nos partiamos
- Vos varriades / Vos partiades
- Elas varrían / Elas partían

### En italià
En italià l’imperfetto indicativo (imperfet de l'indicatiu) també presenta com la resta de llengües llatines tres conjugacions que varien. Els verbs de la primera conjugació són aquells en "are", els de la segona són els acabat en "ere" o "rre" i els de la tercera en "ire". L'italià s'assembla força a l'occità, al castellà i al portuguès. Com les altres llengües llevat del francès no són necessaris els pronoms personals. Tanmateix, no hi ha gaire variació de la primera a la tercera conjugació. Només canvia la vocal de les conjugacions corresponents (a, e, i).
(primera, segona i tercera conjugació; amàre, ripétere i dormìre, és a dir, estimar, repetir i dormir)
- Io amavo / Io ripetevo / Io dormivo
- Tu amavi / Tu ripetevi / Tu dormivi
- Lui o Lei amava / Lui o Lei ripeteva / Lui o Lei dormiva
- Noi amavamo / Noi ripetevamo / Noi dormivamo
- Voi amavate / Voi ripetevate / Voi dormivate
- Loro amavano / Loro ripetevano / Loro dormivano

### En romanès
Contràriament a les altres llengües llatines, el romanès consta de quatre conjugacions. La quarta pot tenir tres variants: î, îru, ri. La primera conjugació és aquella que acaba en "a", la segon en "ea", la tercera en "e" i la quarta en "i" (amb la variant en "î" dels verbs d'origen eslava). La formaciò de l'imperfet es, però, la mateixa per als verbs de les conjugacions 2a, 3a i 4a. Els pronoms febles s'assemblen força al portuguès, gallec i italià.
- 1a conjugació: eu cântam, tu cântai, el cânta, noi cântam, voi cântaţi, ei cântau (verb cânta = cantar)
- 2a conjugació: eu vedeam, tu vedeai, el vedea, noi vedeam, voi vedeaţi, ei vedeau (verb vedea = veure)
- 3a conjugació: eu mergeam, tu mergeai, el mergea, noi mergeam, voi mergeaţi, ei mergeau (verb merge = anar)
- 4a conjugació: eu ofeream, tu ofereai, el oferea, noi ofeream, voi ofereaţi, ei ofereau (verb oferi = oferir)

## Formació de l'imperfet d'indicatiu en anglès
No existeix en anglès molta diferència entre el pretèrit perfet, el pretèrit perifràstic o l'imperfet de l'indicatiu. Això demostra que l'imperfet d'indicatiu és un temps propi de les llengües llatines. Tanmateix, en anglès es fa la diferència entre past perfect i past simple (passat o pretèrit plusquamperfet i pretèrit simple). Per al primer s'afegeix simplement una "-ed" al verb de base (ex.: I worked, del verb to work al qual hi hem afegit -ed), llevat que el verb sigui irregular. Per al segon s'afegeix després dels pronoms febles el verb "had" com a auxiliar i el verb de l'acció es conjuga com al present (ex.: I had worked). De fet, en anglès no hi ha subjuntiu, imperatiu o indicatiu o, en qualsevol cas, tot i existir no es conceben com a calaixos de conjugació.